# Nagrada Rogera Croziera
Nagrada Rogera Croziera (izvorno: Roger Crozier Saving Grace Award) jedna je od bivših nagrada NHL-a. Bila je namijenjena vrataru s najboljim prosjekom obrana tijekom regularnog dijela prvenstva. Crozierova nagrada bijaše jedna od tri u kategoriji vratara, pored Vézinine i Jenningsove, za vrijeme njenog službenog statusa od sezone 1999./00. do 2006./07.
Prosjek obrana računa se na sljedeći način: broj obrana ÷ broj udaraca. Ubrajaju se samo oni udarci koji zahtijevaju vratarevu reakciju.
Roger Crozier nastupao je u četrnaest sezona NHL-a tijekom šezdesetih i sedamdesetih godina prošloga stoljeća na položaju vratara. Branio je akrobatskim „leptirskim” stilom (butterfly) dok je ta tehnika još bila u povojima. Posljednji je vratar u povijesti lige koji je započeo sve utakmice svoje momčadi u čitavom regularnom prvenstvu, što je učinio s Detroitom 1964./65.

## Povijest
Praćenje postotka obrana započelo je u sezoni 1982./83. diljem lige nakon što su unatrag dvije godine poneki klubovi počeli mjeriti učinak svojih vratara. 

### 1982. — 1999.
Od sezone 1988./89. do 1990./91., nagrada je nosila ime Trico Goaltender Award.
Sezona 1994./95. skraćena je na 48 utakmica.
- Kratice: Ut. = broj odigranih utakmica; P.G. = primljeni golovi; Š.N.G. = šutevi (udarci) na gol; % = postotak obrana

| Sezona    | Vratar             | Momčad              | Ut. | P.G. | Š.N.G. | %    |
| --------- | ------------------ | ------------------- | --- | ---- | ------ | ---- |
| 1982./83. | Roland Melanson    | New York Islanders  | 44  | 109  | 1206   | ,910 |
| 1983./84. | Roland Melanson    | New York Islanders  | 37  | 110  | 1129   | ,903 |
| 1984./85. | Warren Skorodenski | Chicago Black Hawks | 27  | 75   | 775    | ,903 |
| 1985./86. | Bob Froese         | Philadelphia Flyers | 51  | 116  | 1270   | ,909 |
| 1986./87. | Ron Hextall        | Philadelphia Flyers | 66  | 190  | 1933   | ,902 |
| 1987./88. | Patrick Roy        | Montréal Canadiens  | 45  | 125  | 1248   | ,900 |
| 1988./89. | Patrick Roy        | Montréal Canadiens  | 48  | 113  | 1226   | ,908 |
| 1989./90. | Patrick Roy        | Montréal Canadiens  | 54  | 134  | 1522   | ,912 |
| 1990./91. | Ed Belfour         | Chicago Blackhawks  | 74  | 170  | 1883   | ,910 |
| 1991./92. | Patrick Roy        | Montréal Canadiens  | 67  | 155  | 1806   | ,914 |
| 1992./93. | Curtis Joseph      | St. Louis Blues     | 68  | 196  | 2202   | ,911 |
| 1993./94. | Dominik Hašek      | Buffalo Sabres      | 58  | 109  | 1552   | ,930 |
| 1994./95. | Dominik Hašek      | Buffalo Sabres      | 41  | 85   | 1221   | ,930 |
| 1995./96. | Dominik Hašek      | Buffalo Sabres      | 59  | 161  | 2011   | ,920 |
| 1996./97. | Dominik Hašek      | Buffalo Sabres      | 67  | 153  | 2177   | ,930 |
| 1997./98. | Dominik Hašek      | Buffalo Sabres      | 72  | 147  | 2149   | ,932 |
| 1998./99. | Dominik Hašek      | Buffalo Sabres      | 64  | 119  | 1877   | ,937 |

### 2000. — 2007.
Vodstvo lige obznanilo je 1999. kako će službeno pokrenuti novu nagradu. Pobjednicima je uručen ček na 25,000 USD kojega bi proslijedili mlađim uzrasnim kategorijama ili humanitarnim zakladama po vlastitim željama. Vratar je morao nastupiti u barem 25 utakmice kako bi konkurirao za osvajanje nagrade. 
Pobjednik je, uz novčanu nagradu, dobivao kristalnu plaketu. Doduše, čak i u danima službene dodjele ove nagrade, ona bi se uručivala pobjedniku prije početka neke od pripremnih utakmica, za razliku od svečanosti priređenih za većinu ostalih nagrada.
Sintagma „saving grace” u engleskom jeziku preneseno označava iskupljenje (u ovome slučaju vratarevu obranu), dok je njen doslovan prijevod igra riječi vezana upravo za branjenje gola („save”, „saving”).
Sezona 2004./05. otkazana je u potpunosti.
| Sezona    | Vratar           | Momčad             | Ut. | P.G. | Š.N.G. | %    |
| --------- | ---------------- | ------------------ | --- | ---- | ------ | ---- |
| 1999./00. | Ed Belfour       | Dallas Stars       | 62  | 127  | 1571   | ,919 |
| 2000./01. | Marty Turco      | Dallas Stars       | 26  | 40   | 532    | ,925 |
| 2001./02. | José Théodore    | Montréal Canadiens | 67  | 136  | 1972   | ,931 |
| 2002./03. | Marty Turco      | Dallas Stars       | 55  | 92   | 1359   | ,932 |
| 2003./04. | Dwayne Roloson   | Minnesota Wild     | 48  | 89   | 1323   | ,933 |
| 2005./06. | Cristobal Huet   | Montréal Canadiens | 36  | 77   | 1085   | ,929 |
| 2006./07. | Niklas Bäckström | Minnesota Wild     | 41  | 73   | 1028   | ,929 |

### 2008. —
Liga je ukinula nagradu na ljeto 2007., ali najbolji postotak obrana u sezoni i dalje je česta tema hokejaških analitičara.
Sezona 2012./13. skraćena je na 48 utakmica.
| Sezona    | Vratar         | Momčad              | Ut. | P.G. | Š.N.G. | %    |
| --------- | -------------- | ------------------- | --- | ---- | ------ | ---- |
| 2007./08. | Dan Ellis      | Nashville Predators | 44  | 87   | 1147   | ,924 |
| 2008./09. | Tim Thomas     | Boston Bruins       | 54  | 114  | 1694   | ,933 |
| 2009./10. | Tuukka Rask    | Boston Bruins       | 45  | 84   | 1221   | ,931 |
| 2010./11. | Tim Thomas     | Boston Bruins       | 57  | 112  | 1811   | ,938 |
| 2011./12. | Brian Elliott  | St. Louis Blues     | 38  | 58   | 972    | ,940 |
| 2012./13. | Craig Anderson | Ottawa Senators     | 24  | 40   | 677    | ,941 |
| 2013./14. | Josh Harding   | Minnesota Wild      | 29  | 46   | 690    | ,933 |
| 2014./15. | Carey Price    | Montréal Canadiens  | 66  | 130  | 1953   | ,933 |